# Віко дуб черешчатий
Віко дуб черешчатий  — ботанічна пам'ятка природи місцевого значення. Об'єкт розташований на території Новомиколаївського району Запорізької області, село Зірниця.
Площа — 0,03 га, статус отриманий у 1979 році.